# Ágios Ioánnis (métro d'Athènes)
Ágios Ioánnis (grec moderne : Αγίου Ιωάννη), est une station de métro grecque de la ligne 2 (ligne rouge) du métro d'Athènes, située sur le territoire de la ville d'Athènes, capitale de la Grèce.
Elle est mise en service en 2000, lors de l'ouverture du tronçon de Sýntagma à Dáfni.

## Situation ferroviaire
Établie en souterrain, la station d'Ágios Ioánnis est située sur la ligne 2 du métro d'Athènes, entre les stations de Néos Kósmos et de Dáfni.

## Histoire
La station d'Ágios Ioánnis est mise en service le 16 novembre 2000 lors de l'inauguration du tronçon de la ligne 2 entre Sýntagma et Dáfni, dix mois après l'ouverture de la première section de la ligne. Construite suivant le plan général des stations de la ligne, elle est établie à 18 mètres sous le niveau du sol, avec deux voies encadrées par deux quais latéraux.

## Service des voyageurs

### Accueil
La station dispose de deux accès, au croisement de l'avenue Vouliagmenis et de la rue Kasomouli, et rue Pitheou. Ils permettent d'accéder au niveau où se situe la billetterie, le service clients et les accès aux deux quais latéraux situés plus bas.

### Desserte
Ágios Ioánnis est desservie par toutes les circulations de la ligne. Quotidiennement, le premier départ est à 5 h 43, en direction d'Ellinikó, et à 5 h 32, en direction Anthoúpoli, le dernier départ est à 0 h 25, en direction d'Ellinikó et à 0 h 11 en direction d'Anthoúpoli (les samedis et dimanches le dernier départ est à 2 h 25 pour Ellinikó et à 2 h 11 pour Anthoúpoli).

### Intermodalité
Près des accès l'on trouve également des arrêts de bus de plusieurs lignes.